# Krasica (żupania primorsko-gorska)
Krasica – wieś w Chorwacji, w żupanii primorsko-gorskiej, w mieście Bakar. W 2011 roku liczyła 1353 mieszkańców.